# Asini Gal
Asini Gal (en llatí: Asinius Gallus) fou un noble romà del segle i. Era fill de Gai Asini Gal Soloní i net de l'historiador Gai Asini Pol·lió, i formava part de la gens Asínia, una antiga família romana d'origen plebeu.
Era un home orgullós del seu llinatge, atès que era germanastre de Drus, el fill de Tiberi. Durant el regnat de Claudi, ell, Estatili i diversos lliberts i esclaus van preparar una conspiració contra l'emperador. El complot va ser descobert, i Claudi es va mostrar prou generós per castigar-lo només a l'exili, segons sembla a les Balears. Suetoni (Claudi, 13) diu que l'objectiu d'Asini Gal era simplement satisfer la seva vanitat.